# Тайфунник чорний
Тайфу́нник чорний (Pterodroma atrata) — вид буревісникоподібних птахів родини буревісникових (Procellariidae). Мешкає на сході Тихого океану. Раніше вважався конспецифічним з тринідадським тайфунником і тайфунником-провісником.

## Опис
Чорний тайфунник — морський птах середнього розміру, середня довжина якого становить 36 см. Забарвлення рівномірно сірувато-коричневе, нижня частина тіла світліша. Пера на обличчя, лобі і підборіддя мають світлі, сірі кінчики, через що обличчя здається дещо плямистим. Нижні покривні пера крил мають світлі краї. біля основи махових пер у них сріблясто-біла пляма. Дзьоб чорний, лапи рожеві, на кінці чорні.

## Поширення і екологія
Чорні тайфунники гніздяться лише на невеликому, безлюдному острові Гендерсон в групі островів Піткерн. Можливо, раніше вони гніздилися також на самому острові Піктерн та на острові Дюсі, однак були там знищені. Також чорні тайфунники можуть гніздитися на Маркізьких островах та на островах Гамб'є у Французькій Полінезії, однак доказів цього бракує. Під час негніздого періоду птахи спостерігалися поблизу острова Пасхи.
Чорні тайфунники ведуть пелагічний спосіб життя, живляться кальмарами, рибою і ракоподібними. Вони гніздяться на плато, порослому густим лісом, ближче до океану, ніж тайфунники-провісники.

## Збереження
МСОП класифікує цей вид як такий, що перебуває під загрозою зникнення. За оцінками дослідників, становим на 2015 рік популяція чорних тайфунників становила приблизно 19987 гніздових пар. Їм загрожує хижацтво з боку інтродукованих малих пацюків.